# Ludwig Kielleuthner
Ludwig Kielleuthner (* 18. April 1876 in München; † 8. August 1972 ebenda) war ein deutscher Urologe.

## Leben
Kielleuthner begann an der Ludwig-Maximilians-Universität München Medizin zu studieren. 1896 wurde er im Corps Makaria München recipiert. Als Inaktiver wechselte er an die Christian-Albrechts-Universität zu Kiel, die Friedrich-Alexander-Universität Erlangen und die Universität Wien. Nach dem Staatsexamen arbeitete er drei Jahre lang in Wien: am Pathologischen Institut bei Anton Weichselbaum, im Labor bei Karl Landsteiner und als Operationszögling an der II. Chirurgischen Universitätsklinik bei Julius Hochenegg und am Rothschild-Spital bei Otto Zuckerkandl. Anschließend verbrachte er ein Jahr als Austauscharzt in Paris an der Klinik von Jean Casimir Félix Guyon und Joaquín Albarrán, zuletzt noch für kurze Zeit bei Peter Freyer in London. Im Ersten Weltkrieg war Ludwig Kielleuthner als Stabsarzt in einer Sanitätskompanie tätig und leitete dann, nach München zurückbeordert, die chirurgische Abteilung in der neuen Zollhalle und das von Schrenk-Notzing gestiftete Lazarett für chirurgisch Kranke.
Nach der Niederlassung in München erhielt er 1914 die Venia legendi. 1919 erhielt er als erster Urologe in Süddeutschland den Professorentitel für Urologie. Von 1932 bis 1962 war Kielleuthner Chefarzt und Leiter der Privatklinik Josephinum in München. 1934 wurde Kielleuthner Vorsitzender der Vereinigung der Bayerischen Chirurgen. Er war Mitarbeiter am urologisch-chirurgischen Werk von Friedrich Voelcker und Mitherausgeber der Zeitschrift für Urologie. Er war Ehrenmitglied mehrerer in- und ausländischer Gesellschaften und vertrat die Bundesrepublik im Komitee der Internationalen Gesellschaft für Urologie. Er starb mit 96 Jahren und wurde auf dem Nordfriedhof (München) beigesetzt. Sein gleichnamiger Sohn Ludwig Kielleuthner (1904–1966) war Lungenarzt in München.